# Endogamia
Endogamia (etym. gr. endon – „wewnątrz”, gameo – „zawieram małżeństwo”) – kulturowa reguła nakazująca jednostce zawieranie małżeństw (dobieranie sobie partnera) wewnątrz własnej grupy, w celu zabezpieczenia jej przed utratą członków, wzmocnienia izolacji i utrzymania odrębności. Endogamia występuje zazwyczaj w społeczeństwach uwarstwionych, służy względom prestiżowym i utrwala zróżnicowanie etniczne (kastowość). 
Endogamia w małej grupie prowadzi do związków między bliskimi krewnymi biologicznymi. Występuje zarówno w społecznościach matrylinearnych i patrylinearnych.
Dobór takiego małżeństwa odbywa się często na zasadzie przeznaczenia sobie z góry pewnych osób lub na zasadzie pierwszeństwa. Do tych ostatnich należy np. lewirat i sororat. 
Społeczności, w których często praktykowana jest endogamia, wykazują wyższy stopień występowania chorób dziedzicznych.

## Recepcja małżeństw endogamicznych
Jako przykłady endogamii można podać:
- rodziny królewskie,
  - rodziny arystokratyczne i szlacheckie
- ortodoksyjnych żydów
- dźati hinduistyczne.

## Małżeństwo kuzynowskie
Inne bardziej skomplikowane zwyczaje to np. tzw. małżeństwo kuzynowskie „na krzyż”, polegające na tym, że mężczyzna bierze za żonę wujeczną siostrę lub inną kobietę o tym samym stopniu pokrewieństwa. W niektórych kulturach środkowej Australii mężczyzna może ożenić się także z wnuczką brata babki ze strony matki (lub kobietą o tym samym stopniu pokrewieństwa), jednak małżeństwa kuzynowskie to starszy zwyczaj. Bardzo rzadko natomiast dozwolone jest małżeństwo między „równoległymi krewnymi”, czyli dziećmi dwojga braci lub dwóch sióstr.